# Pamela Geller
Pamela Geller (n. 14 iunie 1958) este un blogger, o activistă politică și o comentatoare americană, de originea evreică.
Este cunoscută pentru criticile vehemente la adresa islamului și ca fondatoare, împreună cu Robert Spencer, a organizațiilor Freedom Defense Initiative și Stop Islamization of America.
Cei doi sunt autorii lucrării: The Post-American Presidency: The Obama Administration's War on America, apărute în 2010.